# 中国国际青年交流中心
39°57′01″N 116°28′02″E / 39.95022°N 116.46712°E

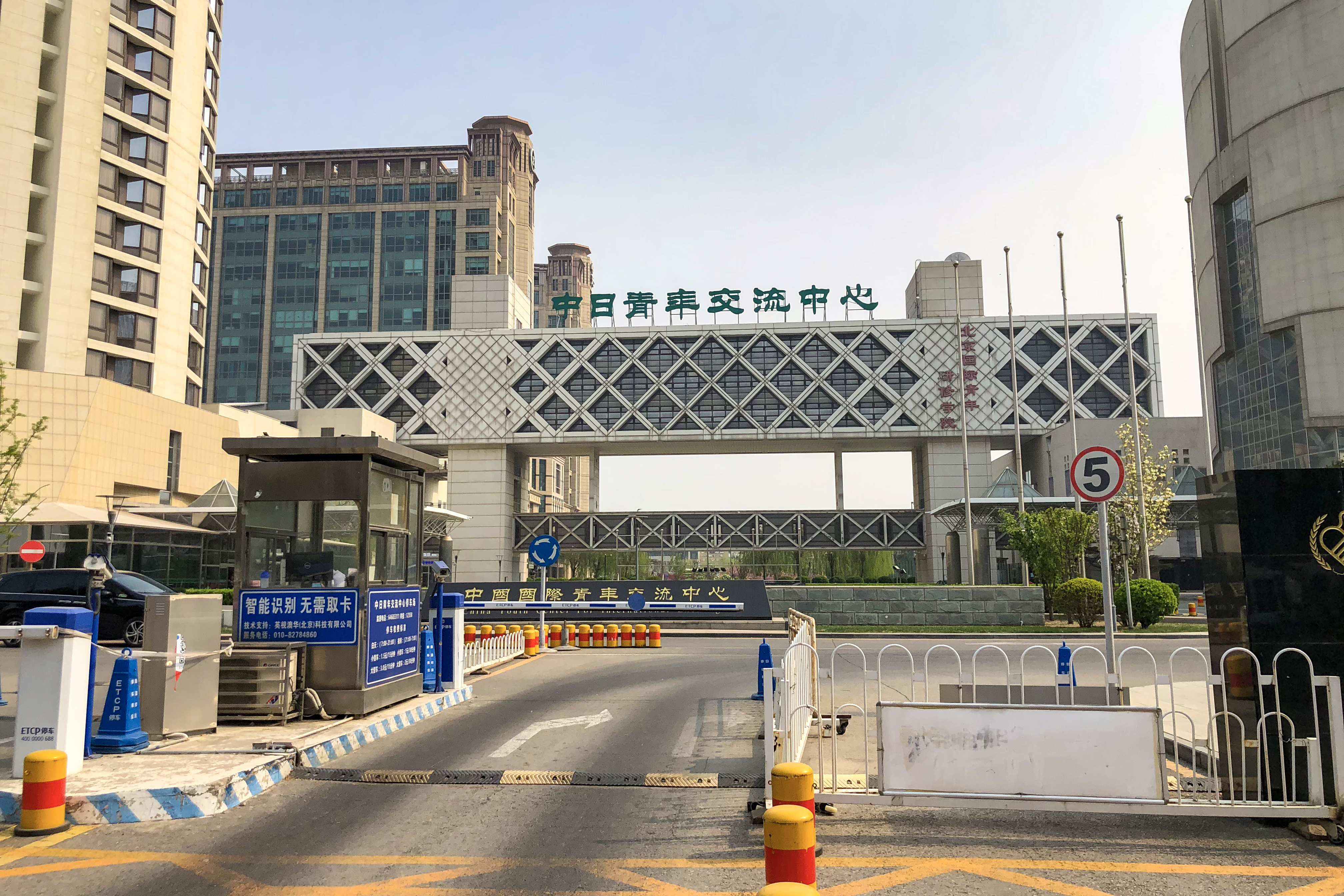
中日青年交流中心

中国国际青年交流中心，位于北京市朝阳区亮马桥路40号，是中国共青团中央委员会、中华全国青年联合会从事国际青年交流的职能机构，是中国共青团中央直属事业单位。

## 历史
1984年，来华访问的日本首相中曾根康弘与中共中央总书记胡耀邦共同倡议，利用日本政府对华无偿援助以及中国政府拨款，在北京共同建设中日青年交流中心。经过3年零8个月的施工，以及8个月的试运营，1991年5月3日中日青年交流中心举行开业典礼。
1991年4月30日至5月6日，应全国青联邀请，日本总务厅、自民党青年对策特别委员会、社会党青少年局、日本中国友好協会、日本青年会议所、世界青少年交流协会、中日友好二十一世纪委员会日方委员会等20余家日本政府、党派、民间团体的代表及社会名人共80多人访问中国并参加了1991年5月3日在北京举行的中日青年交流中心开业典礼。中华人民共和国副主席王震、中国共青团中央书记处第一书记宋德福分别会见和宴请了日本客人。王震等中国国家领导人以及日本前首相中曾根康弘、竹下登和上述日本访华团成员出席了中日青年交流中心开业典礼。中华人民共和国国务院总理李鹏代表中国政府致词祝贺开业。1991年，访华的日本国内阁总理大臣海部俊树在世纪剧院发表《新的世纪与日中关系》政策演讲，称中日青年交流中心是“一个对两国别具意义、值得纪念的场所”，演讲结束后海部俊树首相及夫人参观了中日青年交流中心。1996年中日青年交流中心开业5周年之际，日本前首相中曾根康弘又发来祝辞。
1979年，在邓小平等党和国家领导人的关怀下，中国共青团中央引进国外智力工作开始，并在1987年成立中国共青团中央引进国外智力领导小组。1993年，经中国共青团中央书记处批准，成立了中国共青团中央引进国外智力工作的实施机构中国青年国际人才交流中心。中国青年国际人才交流中心是中国共青团中央、中华全国青年联合会从事青年国际人才培训交流的专业机构。
2004年，经中国共青团中央书记处研究决定，中日青年交流中心和中国青年国际人才交流中心合并成立中国国际青年交流中心（筹）。后来去“筹”转为正式。

## 下属单位

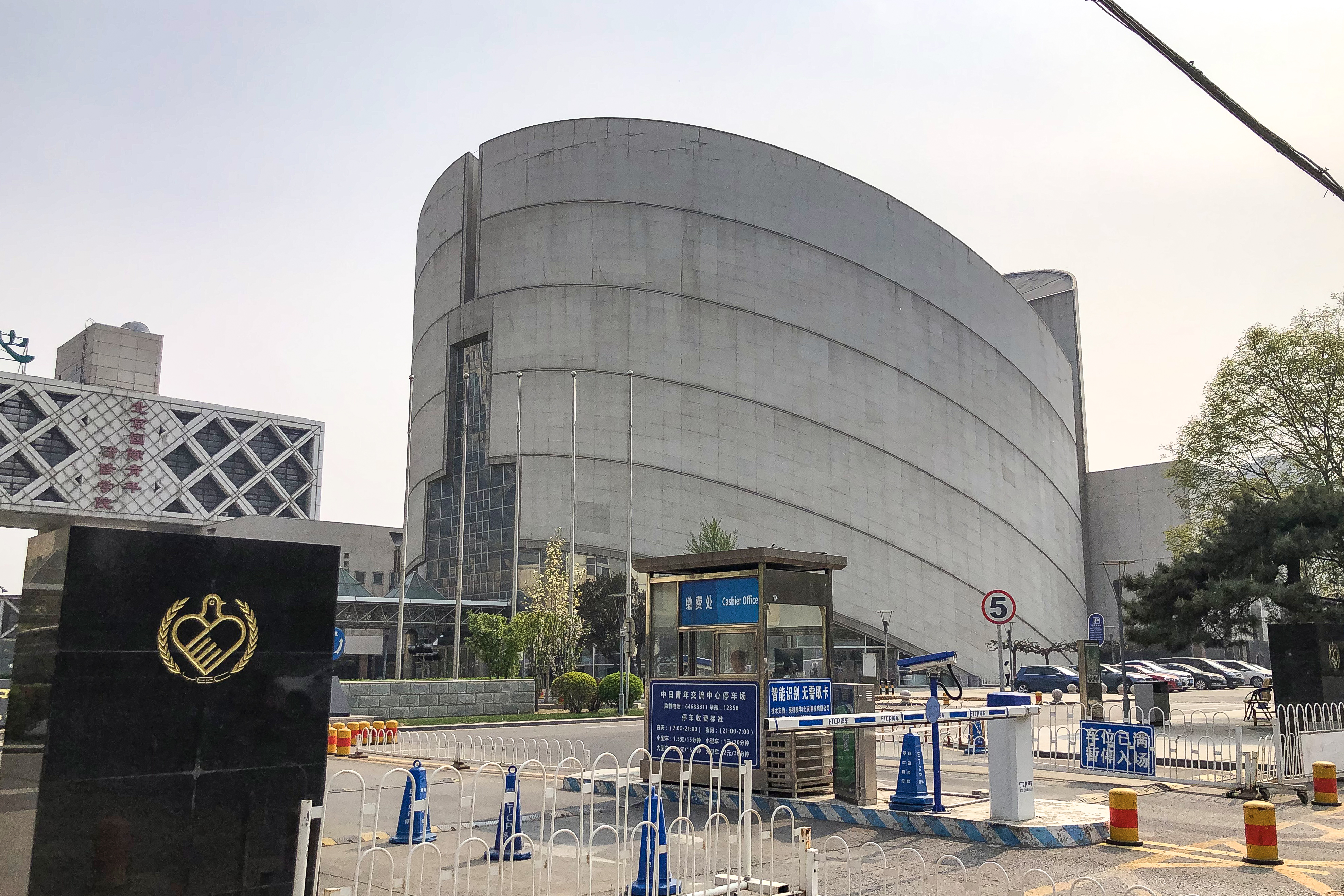
世纪剧院

中国国际青年交流中心设在位于北京市朝阳区亮马桥路40号的原“中日青年交流中心”建筑内。原“中日青年交流中心”建筑是由北京市建筑设计研究院高级建筑师李宗泽与日本建筑师黑川纪章合作设计。李宗泽为该组建筑提出了“和合”构思方案，以体现“中日青年世世代代友好下去”的思想。原“中日青年交流中心”主体建筑由世纪剧院、教育研修楼、银橄榄游泳馆及网球场、二十一世纪饭店、留学生公寓等组成。2009年又建成了二十一世纪大厦，位于亮马桥路甲40号。
中国国际青年交流中心的下属单位主要有：
- 中日青年交流中心：位于北京市朝阳区亮马桥路40号，是1989年9月6日成立的全民所有制企业。中日青年交流中心下设三家企业：中日青年交流中心世纪剧院、中日青年交流中心二十一世纪饭店、中日青年交流中心银橄榄体育世界[10]。
  - 世纪剧院：位于北京市朝阳区亮马桥路40号，中国国际青年交流中心院内西北部。1985年开工建设，投资3亿7千万元人民币。1990年5月4日，世纪剧院正式开业。世纪剧院建筑由中日两国建筑师共同设计。世纪剧院最初的建筑方案由日本建筑师黑川纪章设计，为歌舞伎剧场，这令中国专家们很惊异。其后中国专家们用了近两个月的时间，才说服日本建筑师们修改建筑方案，使世纪剧院可以作为歌剧院兼音乐厅。世纪剧院投入使用后，以演出大型歌剧、话剧、芭蕾舞剧为主，并拥有大型交响乐演出的设备。在2000年代国家大剧院等新的演出场所建成前，世纪剧院是北京屈指可数的设施及功能最为完备的剧院之一。世纪剧院内设大剧场、国际会议厅（小剧场）、化妆间、排练厅、贵宾室、咖啡厅、办公间等[11][12][13]。1999年4月14日起，由中华人民共和国文化部主办、中央歌剧芭蕾舞剧院承办的“中外艺术歌曲音乐会”首轮演出在世纪剧院举行。4月14日第一场演出，中共中央总书记、国家主席江泽民，中共中央政治局常委、国家副主席胡锦涛，中共中央政治局常委、国务院副总理李岚清，以及丁关根、贾庆林、曾庆红等领导与千余名观众共同欣赏了演出[14][15]。
  - 二十一世纪饭店：位于北京市朝阳区亮马桥路40号，中国国际青年交流中心院内东北部。1991年开业，占地面积55000平方米，建筑面积80000多平方米[16]。
  - 银橄榄体育世界：位于北京市朝阳区亮马桥路40号，中国国际青年交流中心院内西南部。由西侧的游泳馆和东侧的网球场两部分组成，占地面积7400平方米，建筑面积5900平方米。由黑川纪章设计，中日两国工程技术人员施工建成。外部造型是橄榄状，表达了中日两国人民爱好和平、希望世代友好的愿望。银橄榄体育世界设有游泳馆、健身区（为游泳馆的配套设施）、网球场（2013年维修翻建）。游泳馆2001年承办第21届世界大学生运动会水球项目比赛，并且是2008年北京奥运会游泳训练场馆[17][18]。
  - 二十一世纪大厦：位于北京市朝阳区亮马桥路甲40号，中国国际青年交流中心院内东南部。由中日青年交流中心、北京中天世纪房地产开发有限公司开发，为5A级写字楼，2010年1月1日正式营业[19]。

- 北京国际青年研修学院：位于北京市朝阳区亮马桥路40号，中国国际青年交流中心院内西部的研修楼内，在银橄榄体育世界和世纪剧院之间。由中国国际青年交流中心主办，属于事业单位。1993年经北京市成人教育局批准成立。1996年经中华人民共和国国家教育委员会正式批准招收外籍留学生。学院面向中国国内外青少年开展对外汉语教学、国家考试教学、国际语言培训、职业技能培养等教育项目[20]。